# 2014 SS349
2014 SS349 est un  transneptunien considéré comme centaure, de magnitude absolue 7,53 son diamètre est estimé à 120 km.